# Catral
Catral és un municipi del País Valencià que es troba a la comarca del Baix Segura.

## Toponímia
Per explicar el topònim del lloc hi ha tres hipòtesis, una fa derivar de l'iber Kal Tur La ("les dues cimes") que farien referència a Los Cabezos d'Albatera; la segona es recolza en l'àrab Al-Qatrullat; l'altra es basa en el llatí Castrum Altum.

## Geografia
El seu terme és de 19,8 km² absolutament plans, regat per la Séquia Major de Catral i diferents assarbs com La Palmera o Los Ojos de la Muela, que es nodreixen directament del Segura. Es poden realitzar excursions, pel senders rurals, a l'embassament del Profund.

## Història
Com en el cas del topònim els orígens de Catral són incerts i encara que s'apunta als íbers les primeres evidències són musulmanes; en aquella època ja es documenta la séquia major de Catral; darrere la conquesta del regne de Múrcia, del qual formava part, fou donada en 1255 a l'orde de Sant Jaume, en 1269, després d'una revolta musulmana, Alfons X la recupera per al regne castellà; posteriorment fou propietat dels Haro als quals Sanç IV de Castella va llevar-los-la per donar-la a l'aragonès Jordan Aleman; Jaume II la incorporaria a la Corona d'Aragó i posteriorment dins el Regne de València, després d'una ràpida campanya, el 1296; durant la Guerra dels Dos Peres, el 1358, les tropes castellanes saquejaren la població i talaren les collites als camps, la qual cosa va suposar una considerable tragèdia per al poble; devers 1700 es va procedir a la dessecació de les marjals; el 1741 els 152 moradors de Catral pagaren 12.499 lliures per assolir el títol de Vila i amb ell la independència d'Oriola, el seu primer alcalde va ser n'Antoni Sirvent; en 1829 es va lliurar dels devastadors efectes que el terratrèmol va infligir al Baix Segura; la seua terra cultivable augmentà durant les dues primeres dècades del segle xviii a causa del drenatge de terres pantanoses, promogut pel polèmic cardenal Belluga qui va destinar els beneficis a les seues obres pies de Múrcia.

## Demografia
Quant al cens, l'INE de 2014 enregistrà 8.663 habitants. La parla, com a la resta de la comarca, és el castellà i el gentilici catralenc o catraleny.

## Política i govern

### Composició de la Corporació Municipal
El ple de l'Ajuntament està format per tretze regidors. A les eleccions municipals de 26 de maig de 2019 foren elegits sis regidors del Partit Popular (PP), quatre d'Alternativa por Catral (APC) i tres del Partit Socialista del País Valencià (PSPV-PSOE).
| Eleccions municipals de 26 de maig de 2019 - Catral                                                                                 |                                          |                                     |                                     |        |          |          |
| Candidatura | Candidatura                              | Candidatura                         | Cap de llista                       | Vots   | Vots     | Regidors |
| | Partit Popular                           |                                     | Joaquín Lucas Ferrández             | 1.537  | 39,81%   | 6 (+1)   |
| | Alternativa por Catral                   |                                     | Juan José Vicente Martínez          | 1.070  | 27,71%   | 4 (-1)   |
| | Partit Socialista del País Valencià-PSOE |                                     | Inmaculada Úbeda Pascual            | 978    | 25,33%   | 3 (+1)   |
| | Altres candidatures                      |                                     |                                     | 250    | 6,48%    | 0 ( -1)  |
| | Vots en blanc                            |                                     |                                     | 26     | 0,67%    |          |
| Total vots vàlids i regidors | Total vots vàlids i regidors             | Total vots vàlids i regidors        | Total vots vàlids i regidors        | 3.861  | 100 %    | 13       |
| | Vots nuls                                | Vots nuls                           | Vots nuls                           | 44     | 1,13%    |          |
| Participació (vots vàlids més nuls)                                                                                                 | Participació (vots vàlids més nuls)      | Participació (vots vàlids més nuls) | Participació (vots vàlids més nuls) | 3.905  | 70,63%** |          |
| Abstenció | Abstenció                                | Abstenció                           | Abstenció                           | 1.624* | 29,37%** |          |
| Total cens electoral | Total cens electoral                     | Total cens electoral                | Total cens electoral                | 5.529* | 100 %**  |          |
| Alcaldessa: Inmaculada Úbeda Pascual (PSPV) (15/06/2019) Per majoria absoluta dels vots dels regidors (7 vots: 4 d'APC i 3 de PSPV) |                                          |                                     |                                     |        |          |          |
| Fonts: JEC, JEZ Elx, M. Interior, Periòdic Ara. (* No són vots sinó electors. ** Percentatge respecte del cens electoral.)          |                                          |                                     |                                     |        |          |          |

### Alcaldes
Des de 2019 l'alcaldessa de Catral és Inma Úbeda Pascual (PSPV).
| Període                       | Alcalde o alcaldessa                             | Partit polític | Data de possessió     | Observacions        |
| ----------------------------- | ------------------------------------------------ | -------------- | --------------------- | ------------------- |
| 1979–1983                     | Joaquín Ñíguez Gelardo                           | UCD            | 19/04/1979            | --                  |
| 1983–1987                     | Francisco Gelardo Aguilar                        | PSPV-PSOE      | 28/05/1983            | --                  |
| 1987–1991                     | Juan Gelardo Culiáñez                            | PSPV-PSOE      | 30/06/1987            | --                  |
| 1991–1995                     | José Manuel Rodríguez Leal                       | PSPV-PSOE      | 15/06/1991            | --                  |
| 1995–1999                     | José Manuel Rodríguez Leal                       | PSPV-PSOE      | 17/06/1995            | --                  |
| 1999–2003                     | José Manuel Rodríguez Leal                       | PSPV-PSOE      | 03/07/1999            | --                  |
| 2003–2007                     | José Manuel Rodríguez Leal                       | PSPV-PSOE      | 14/06/2003            | --                  |
| 2007–2011                     | Aurelio David Albero García                      | PP             | 16/06/2007            | --                  |
| 2011–2015                     | Aurelio David Albero García Pedro Zaplana García | PP APC         | 11/06/2011 06/03/2013 | Moció de censura -- |
| 2015–2019                     | Pedro Zaplana García                             | APC            | 13/06/2015            | --                  |
| 2019-2023                     | Inma Úbeda Pascual                               | PSPV-PSOE      | 15/06/2019            | --                  |
| Des de 2023                   | n/d                                              | n/d            | 17/06/2023            | --                  |
| Fonts: Generalitat Valenciana |                                                  |                |                       |                     |

## Economia
L'agricultura, cítrics, carxofes, cereals i oliveres, produeix gran part de la riquesa; quelcom de ramat bocí i oví i una creixent indústria en els camps del moble, tèxtil, construcció, alimentació i pell complementen l'economia local.

## Gastronomia
La cuina es basa en els arrossos, en paella, amb crosta o l'olla gitana són alguns exemples; altres plats típics són el guisat de fenolls o la truita en brou. Quant a la rebosteria cal citar els paparojotes, les almojàbanas i les mones.

## Patrimoni històric
Pel que fa al patrimoni, podem trobar:
- Església dels Sants Joanes. Aixecada en el segle xiv sobre la mesquita, ha sofert posteriors modificacions que li donen la seua actual fesomia barroca.
- Ermites de la Puríssima, Santa Àgueda i Arroba de la Madriguera.
- Alguns exemples d'arquitectura rural.

Hi ha l'antiga tradició de "Los Auroros", que els diumenges d'octubre es reuneixen de matinada per cantar pel poble uns bells càntics.